# Focke-Wulf Fw 159
Focke-Wulf Fw 159 byl německý jednomotorový stíhací hornoplošník typu parasol se zatahovacím podvozkem ostruhového typu.

## Vznik
V roce 1934 vydal operační štáb vojenského letectva (Luftwaffenführungsstab) technické specifikace nového stíhacího letounu, který se měl stát standardní výzbrojí Luftwaffe. Nový stroj měl být jednoplošník s řadovou pohonnou jednotkou Junkers Jumo 210 o výkonu 477 kW a vyzbrojen dvojicí kulometů. Určitá část funkcionářů Technického úřadu Říšského ministerstva letectví (C-Amt) preferovala hornoplošné uspořádání před dolnoplošníkem. Tato skupina se obrátila na Kurta Tanka s návrhem na konstrukci stíhacího letounu, který by vycházel ze stíhačky Focke-Wulf Fw 56 Stösser.
Tank si byl plně vědom, že další tři účastníci konkurzu, Arado Ar 80, Messerschmitt Bf 109 a Heinkel He 112 jsou řešeny jako dolnoplošníky, přesto návrh přijal. Již na podzim 1934 obdržely všechny čtyři společnosti objednávku na stavbu tří prototypů.

## Vývoj

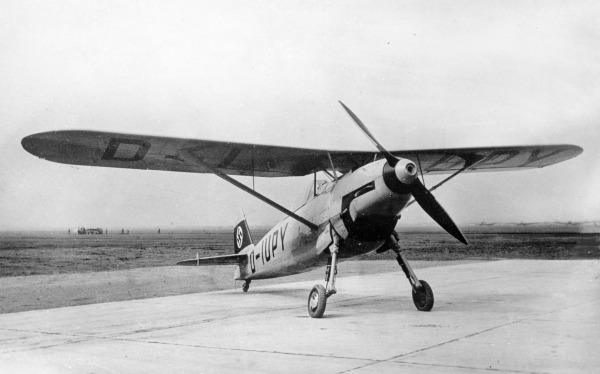
Fw 159 V3 (D-IUPY)

První prototyp Fw 159 V1 byl dohotoven na jaře 1935. Pilotem při prvním letu byl Flugkapitän Wolfgang Stein. Do přistávacího manévru probíhalo vše bez závad, poté si Stein všiml kontrolky pouze částečného vysunutí podvozku. Po třicetiminutovém testovacím letu a dalších 90 minut kroužení nad letištěm z důvodu vyčerpání paliva, se pilot rozhodl pro přistání s vypnutým motorem. Ihned po dosednutí se zlomil částečně vysunutý podvozek, letoun se dvakrát převrátil a skončil totálně zdemolovaný na zádech. Stein utrpěl pouze pohmožděniny.
Druhý nevyzbrojený prototyp Fw 159 V2 (D-INGA) byl vybaven překonstruovaným systémem zatahování podvozku.
Třetí prototyp Fw 159 V3 (D-IUPY) měl instalovaný motor Jumo 210 B o maximálním výkonu 470 kW po dobu pěti minut ve výšce 2700 m. Pevná třílistá dřevěná vrtule Schwarz předchozích prototypů byla zaměněna za pevnou dvoulistou. Přepracovaný byl rovněž tvar posuvného krytu kabiny. V tomto letounu byla poprvé zabudována výzbroj skládající se z dvojice kulometů MG 17 ráže 7,9 mm se zásobou 500 nábojů každý.
V roce 1936 byl dodatečně vyzbrojen také Fw 159 V2 spolu s instalací nového dvanáctiválcového motoru chlazeného kapalinou Jumo 210 Da s dvoustupňovým kompresorem o vzletovém výkonu 500 kW, pohánějící novou dvoulistou vrtuli Junkers-Hamilton. Stejnou vrtuli pak obdržel také Fw 159 V3 (nyní s imatrikulací D-IGQO) s pohonnou jednotkou Jumo 210 G s přímým vstřikováním paliva o vzletovém výkonu 515 kW.
Koncem léta 1937 se RLM rozhodlo, že základ stíhací výzbroje Luftwaffe budou tvořit letouny Bf 109.

## Specifikace (Fw 159 V2)

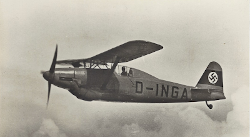
Focke-Wulf Fw 159 V2

Údaje podle

### Technické údaje
- Osádka: 1
- Rozpětí: 12,40 m
- Délka: 10,00 m
- Výška: 3,75 m
- Hmotnost prázdného letounu: 1860 kg
- Hmotnost celková: 2232 kg
- Pohonná jednotka: 1 × dvanáctiválcový vidlicový motor Jumo 210 Da
- Výkon pohonné jednotky: 500 kW (vzletový)

### Výkony
- Maximální rychlost u země: 333 km/h
- Maximální rychlost v hladině 1500 m: 370 km/h
- Maximální rychlost v hladině 4000 m: 385 km/h
- Cestovní rychlost v hladině 2700 m: 365 km/h
- Doba výstupu do 6000 m: 12,5 min
- Praktický dostup: 7200 m
- Dolet: 652 km

### Výzbroj
- 2 × kulomet MG 17 ráže 7,92 mm